# Ruota della preghiera

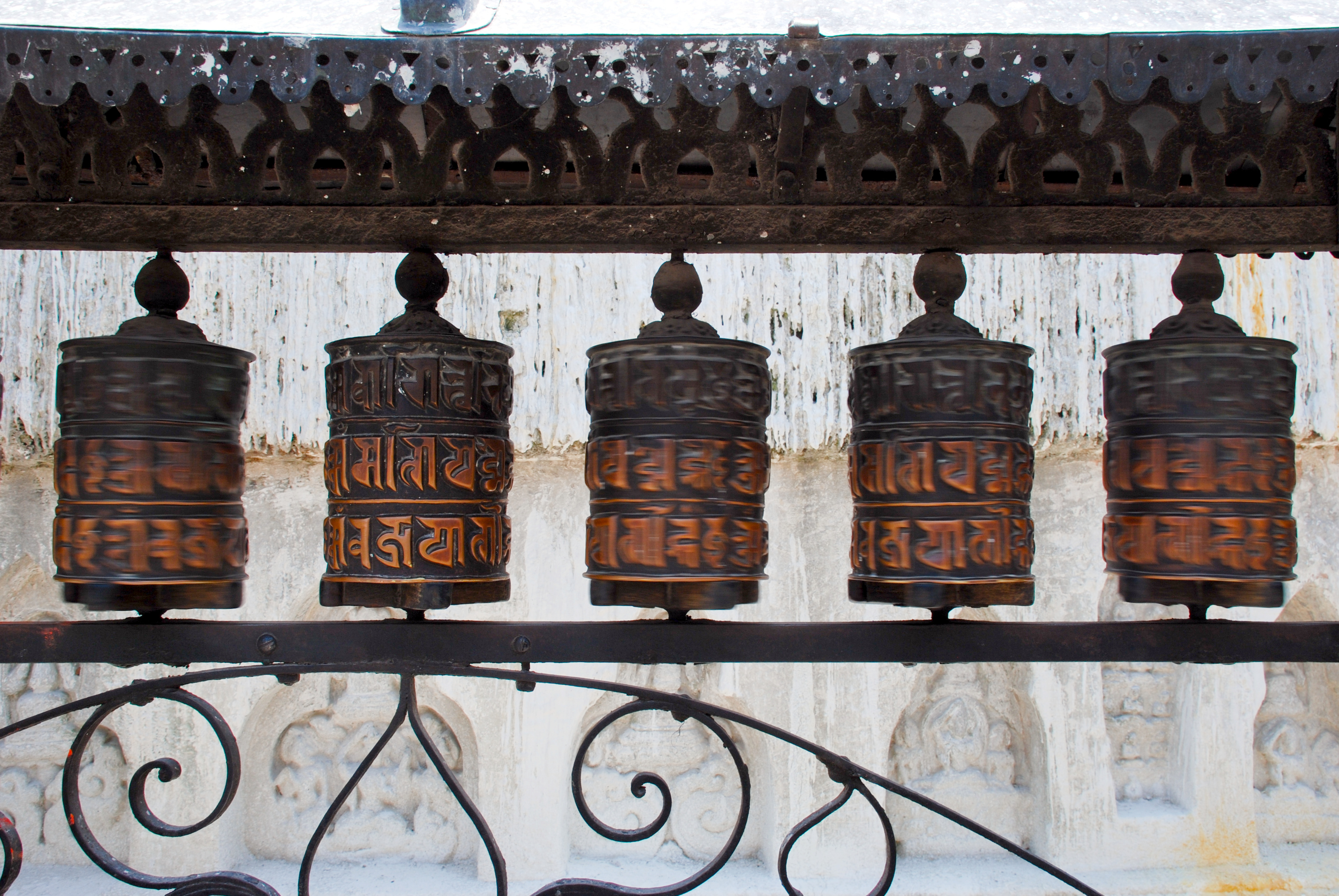
Ruota delle preghiera a Swayambhunath, Nepal.

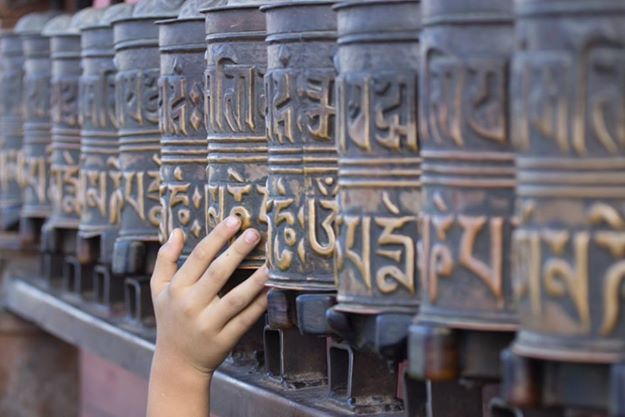
Un bambino gira la ruota della preghiera a Swayambhunath, Nepal.

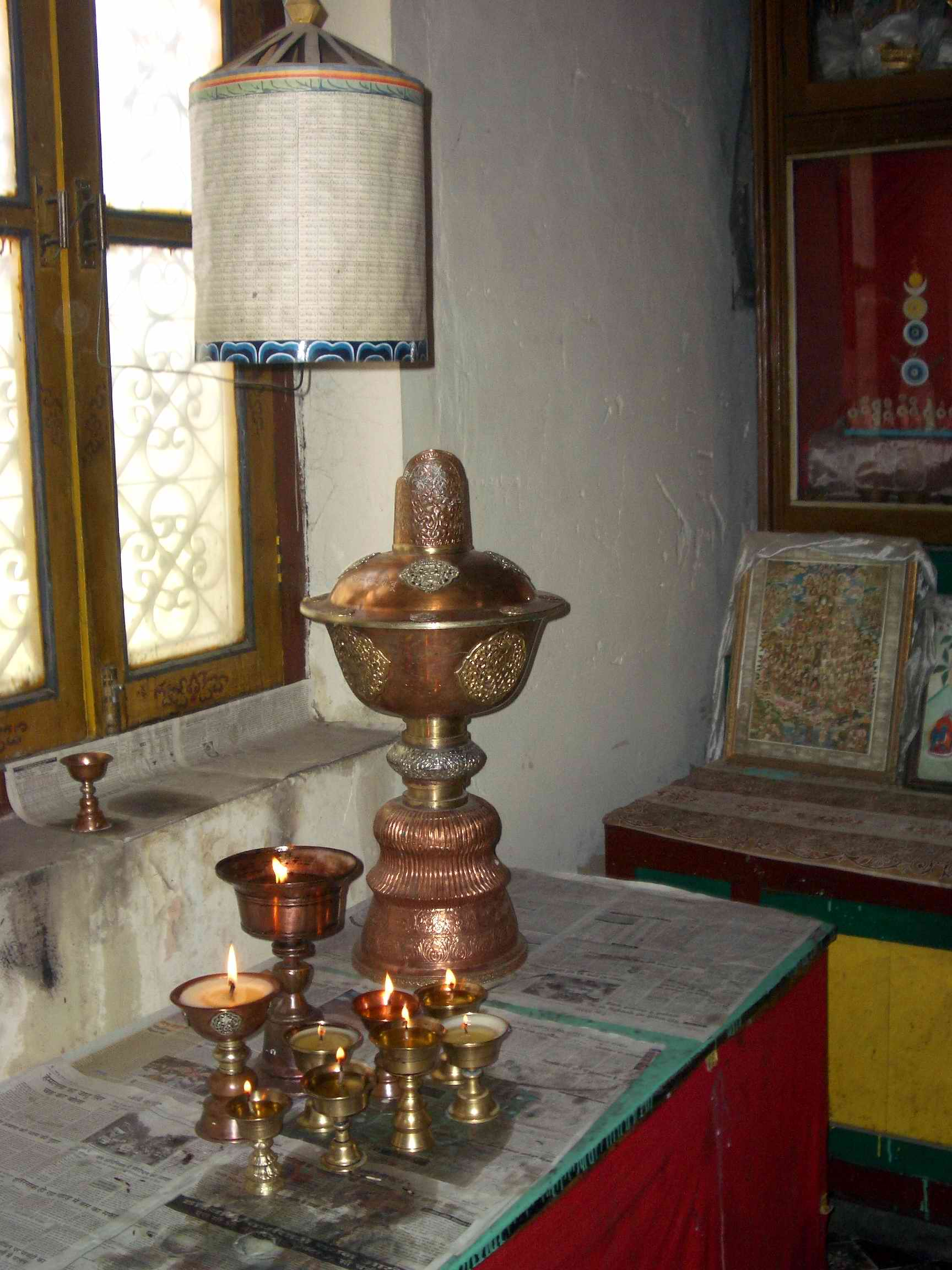
Lampada a burro fa girare la ruota della preghiera. Manali, India

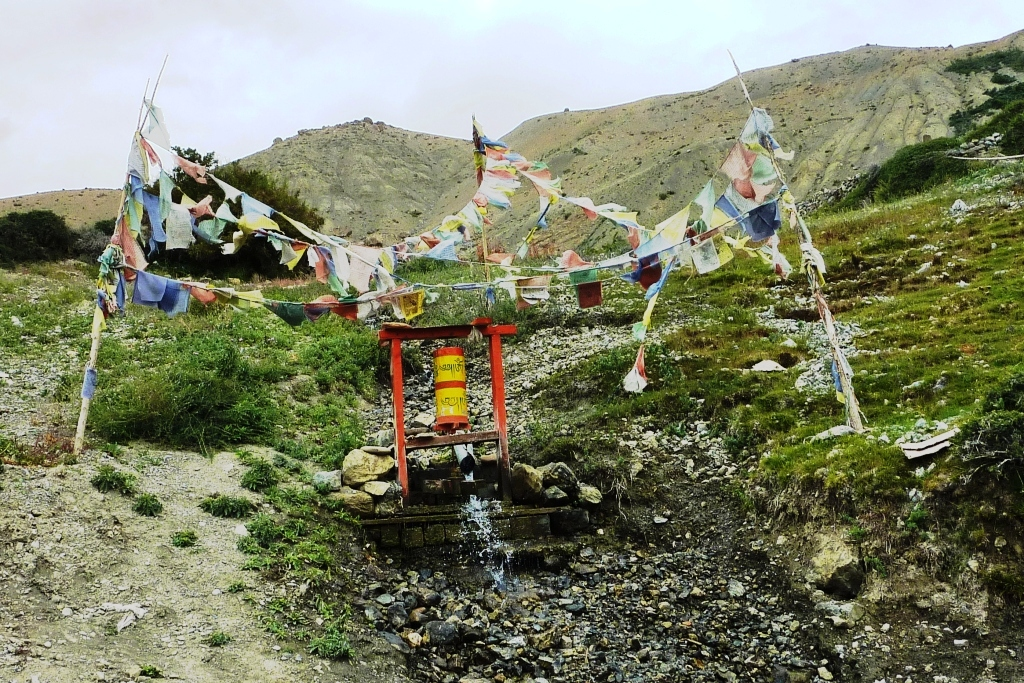
Sistema idraulico fa girare la ruota della preghiera. valle Spiti, India

Una ruota della preghiera è un cilindro ruotante su un asse centrale (in alfabeto tibetano འཁོར་ e in Wylie 'khor) realizzato in metallo, legname, pietra, cuoio o cotone grezzo. Tradizionalmente, sull'esterno della ruota è impresso il mantra Oṃ Maṇi Padme Hūṃ in sanscrito. Talvolta, inoltre vi si trovano raffigurati degli spiriti Ḍākinī protettori e molto spesso gli 8 simboli di buon auspicio dell'Aṣṭamaṃgala. Al centro del cilindro è un "albero della vita", spesso in legno o metallo con alcuni mantra scritti o avvolti attorno ad esso. Molte migliaia (o, nel caso di ruote di preghiera più grandi, milioni) di mantra vengono poi avvolti intorno a questo albero della vita. Il mantra Om Mani Padme Hum è quello più comunemente usato, ma ne possono essere utilizzati altri. Secondo la tradizione del buddismo tibetano basata sui testi che riguardano le ruote della preghiera, far girare questa ruota ha più o meno lo stesso effetto meritorio di recitare una preghiera.

## Nomenclatura ed etimologia
Ruota delle preghiera o ruota Mani (in alfabeto tibetano མ་ནི་ཆོས་འཁོར་ e in traslitterazione Wylie mani-chos-'khor). Il termine tibetano è una contrazione: "Mani" è una contrazione del sanscrito cintamani; "chos" è il termione tibetano per Dharma e "khor" o "khorlo" significa chakra (ruota).

## Origini
Le prime ruote della preghiera di cui si ha menzione vennero descritte da un pellegrino cinese intorno al 400 nel Ladakh. Il concetto di ruota della preghiera è una manifestazione fisica della frase "girare la ruota della Dharma", che descrive il modo insegnato da  Buddha. Le ruote della preghiera ebbero origine da The School of Shakyamuni sutra, volume 3 – pagoda and temple in cui si afferma che "coloro che progettarono i luoghi di culto, utilizzarono le conoscenze per propagare il Dharma alla gente comune, poiché potevano esserci uomini e donne analfabeti e quindi non in grado di leggere il sutra; essi pertanto crearono la ruota della preghiera per facilitare queste persone nel cantare il sutra e l'effetto sarebbe stato lo stesso di leggerlo".
Secondo la tradizione tibetana, la ruota della preghiera risale al famoso maestro indiano, Arya Nagarjuna. I testi tibetani dicono anche che la pratica è stata insegnata dai maestri buddisti indiani Tilopa e Naropa e da quelli tibetani Marpa e Milarepa.

## Pratica

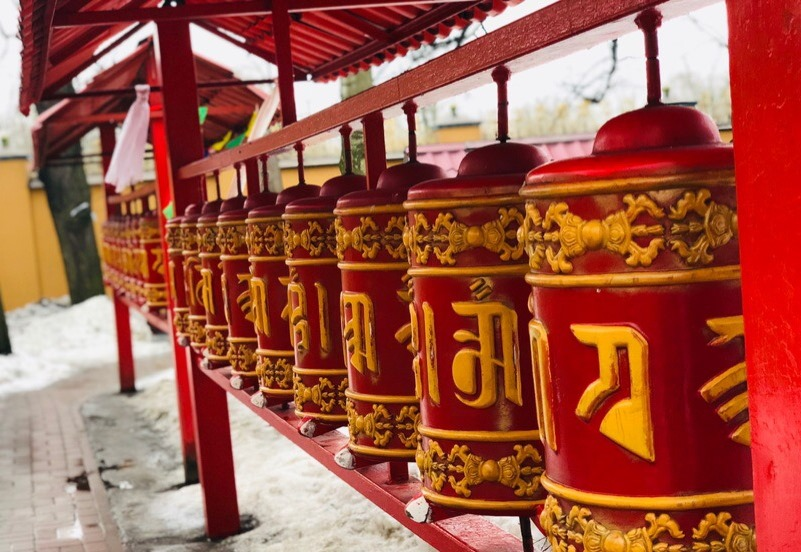
Ruota della preghiera nel tempio buddista di San Pietroburgo

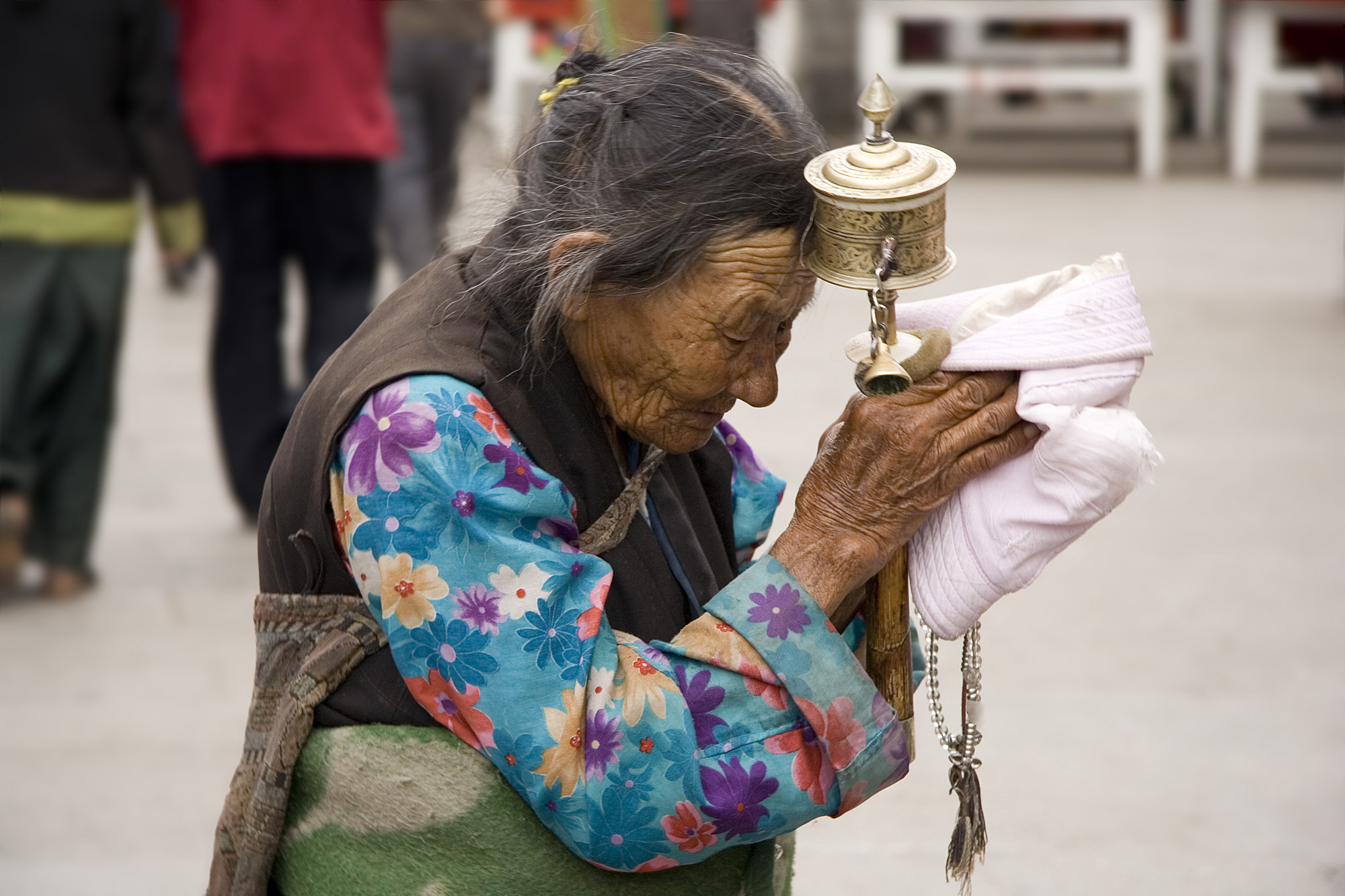
Una vecchia donna tibetana con una ruota della preghiera.

Secondo gli antichi testi le ruote della preghiera sono usate per accumulare la saggezza e il merito (buon karma) e per purificare le negatività (cattivo karma). Nel buddismo, Buddha e Bodhisattva hanno creato una varietà di mezzi capaci (upaya) di contribuire a portare i praticanti sempre più vicini a realizzare l'illuminazione. L'idea di girare un mantra si riferisce a numerose pratiche tantriche in cui il praticante tantrico visualizza i mantra che ruotano intorno al nadi e soprattutto intorno ai chakra meridiani come il cuore e la corona. Pertanto, le ruote della preghiera sono un aiuto visivo per sviluppare la propria capacità di visualizzazioni tantriche. Il metodo spirituale per coloro che praticano con una ruota della preghiera è molto specifico (con piccole varianti a seconda delle diverse sette buddiste). Il fedele più spesso gira la ruota in senso orario, poiché la direzione in cui sono scritti i mantra è quella del movimento del sole nel cielo. In rare occasioni, i praticanti tantrici più esperti come i Senge Dongma, il volto del leone Dakini, girano le ruote della preghiera in senso antiorario per manifestare un'energia protettiva più accesa. Mentre il praticante gira la ruota, è meglio concentrare la mente e ripetere il mantra Om Mani Padme Hum. Questo non solo aumenta il merito ottenuto dall'uso della ruota, ma è una tecnica di stabilizzazione della mente che aiuta a formare la mente mentre il corpo è in movimento. Intonando il mantra mani con la consapevolezza e la motivazione "Bodhicitta" migliora notevolmente gli effetti della ruota della preghiera. Tuttavia, si dice che anche girarla mentre si è distratti apporta benefici e meriti, e nei testi si afferma che anche gli insetti che attraversano l'ombra di una ruota della preghiera ne avranno qualche beneficio. Ogni giro è meritorio come la lettura ad alta voce di tutte le iscrizioni contenute sulla pergamena, e questo significa che più mantra Om mani padme hum si trovano all'interno di una ruota della preghiera e più potente è il risultato. Si consiglia di girare la ruota con un ritmo dolce e non troppo veloce o frenetico. Ruotando senza intoppi, si tiene presente la motivazione e lo spirito di compassione e di bodhichitta (la mente nobile che aspira alla piena illuminazione per il beneficio di tutti gli esseri).
I vantaggi attribuiti alla pratica di girare la ruota sono molto ampi. Non solo aiuta la saggezza, la compassione e la bodhicitta nel praticante, ma migliora anche i siddhi (poteri spirituali come chiaroveggenza, precognizione, lettura di altri pensieri, ecc). Il praticante può ripetere il mantra il maggior numero di volte possibile durante la rotazione della ruota, stabilizzando una mente meditativa e calma. Al termine di una sessione di pratica, vi è una tradizione buddista tibetana di dedicare eventuali meriti accumulati a beneficio di tutti gli esseri senzienti. Poi si recita tre volte Oṃ Ah Hūṃ. Questa è consuetudine dei tibetani dopo aver completato qualsiasi pratica buddista, compresa la pratica della ruota della preghiera.
Thubten Zopa Rinpoce ha commentato che l'installazione di una ruota della preghiera ha la capacità di trasformare completamente un luogo, che diventa "... sereno, piacevole e favorevole per la mente."
Semplicemente toccando una ruota della preghiera si dice che porti grande purificazione ai karma negativi.

## Tipi

### Ruote mani
La ruota mani, o ruota della preghiera mani, ha una forma cilindrica, generalmente in lamiera (spesso ben goffrata) montata su un albero di metallo o perno fissato in un manico di legno o metallo che ruota su un cuscinetto circolare comunemente fatto di  Turbinella (conchiglia). Il cilindro stesso è fissato con una corda o catena che termina in un peso di metallo permettendogli di essere girato con una leggera rotazione del polso. La catena ponderata, nota come "regolatore" nella tecnologia occidentale, stabilizza la ruota e la mantiene in rotazione con minor sforzo, da parte del praticante, di quanto sarebbe altrimenti necessario. Il termine comune, "ruota della preghiera" è un doppio termine improprio. All'interno del cilindro c'è una lunga striscia di carta arrotolata su un cuscinetto contenente mantra stampati o inscritti (Tib. Mani), piuttosto che delle preghiere. "Mulino", definizione di "un oggetto rotante che genera qualcosa," è una traduzione migliore del tibetano ‘khor-lo di quanto non sia "ruota", in quanto si ritiene che il cilindro rotante emani energia positiva, consentendo al praticante di accumulare la saggezza e il merito. Il nome tibetano di questo dispositivo è mani-chos-'khor (མ་ནི་ཆོས་འཁོར་).

### Ruote ad acqua
Questo tipo di ruota della preghiera è semplicemente una ruota azionata da acqua che scorre. L'acqua che tocca la ruota si dice diventi beata e porti il suo potere purificante in tutte le forme di vita negli oceani e nei laghi dove va a finire.

### Ruote a fuoco
Questa ruota è attivata dal calore di una candela o luce elettrica. La luce emessa dalla ruota della preghiera poi purifica i karma negativi degli esseri viventi che la toccano.

### Ruote a vento
Questo tipo di ruota viene messa in rotazione dal vento. Il vento che tocca la ruota di preghiera aiuta ad alleviare il karma negativo di quelli che vengono sferzati da esso.

### Ruote fisse
Molti monasteri in tutto il Tibet, hanno grandi quantità di ruote metalliche fissate insieme fianco a fianco in una fila. I passanti possono mettere in rotazione l'intera fila di ruote semplicemente facendo scorrere le mani su ciascuna di esse.

### Ruote elettriche
Alcune ruote di preghiera sono alimentate da motori elettrici. Le "Thardo Khorlo", come queste ruote elettriche sono talvolta note, contengono un migliaio di copie del mantra di Chenrezig e molte copie di altri mantra. Le Thardo Khorlo possono essere accompagnate da luci e musica se uno lo desidera. Tuttavia, il Lama Zopa Rinpoce ha detto: «Il merito di far girare una ruota della preghiera elettrica va alla società elettrica. Questo è il motivo per cui io preferisco siano delle persone ad utilizzare la propria energia giusta per far girare una ruota della preghiera".

## Galleria d'immagini

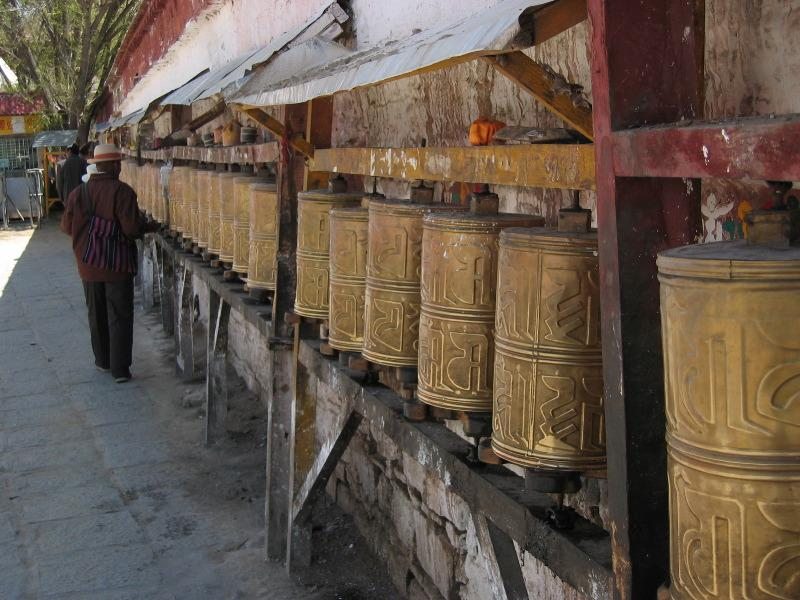
Ruote della preghiera al Samye Monastery.
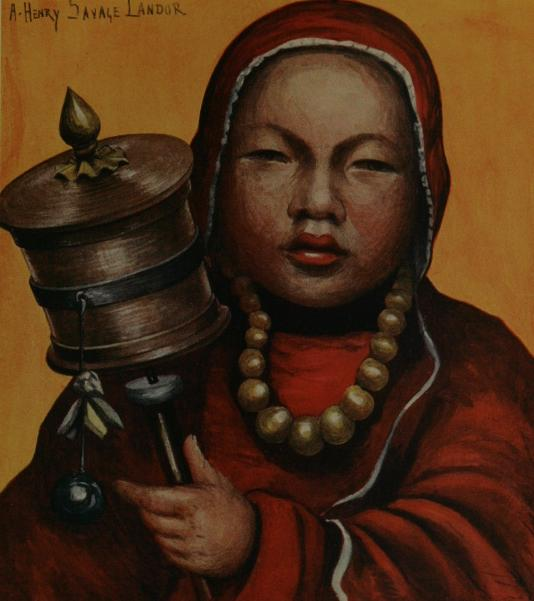
Ragazzo tibetano con una ruota della preghiera
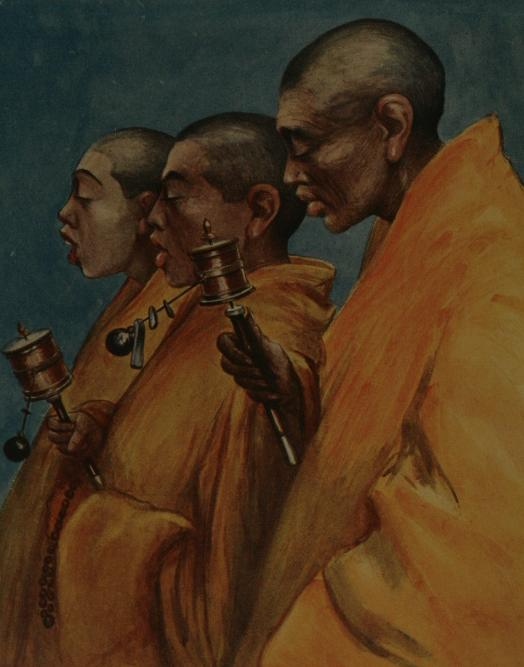
Illustrazione del 1905 di un monaco con una ruota della preghiera
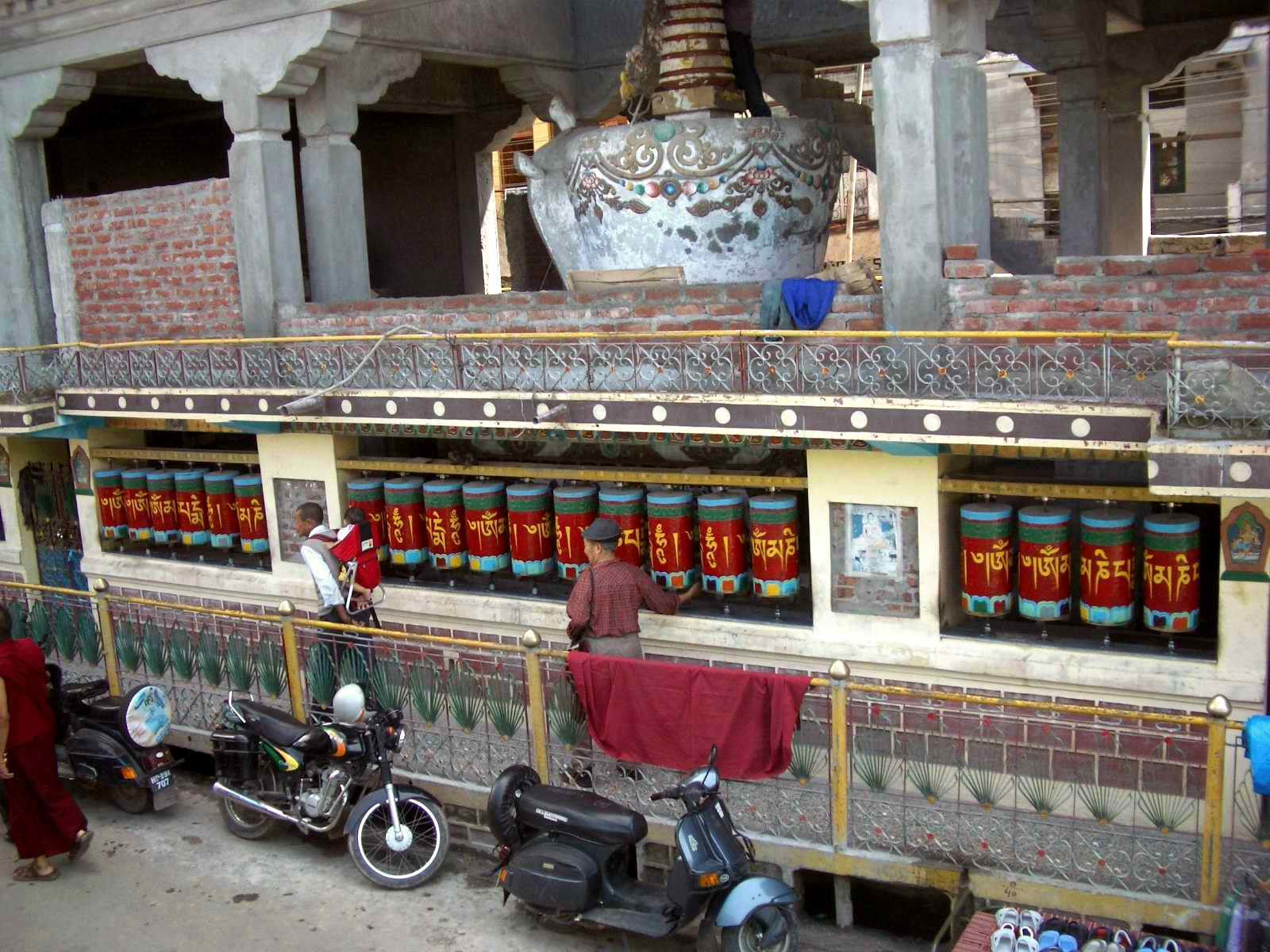
Stupa & ruote della preghiera. Strada principale, McLeod Ganj.
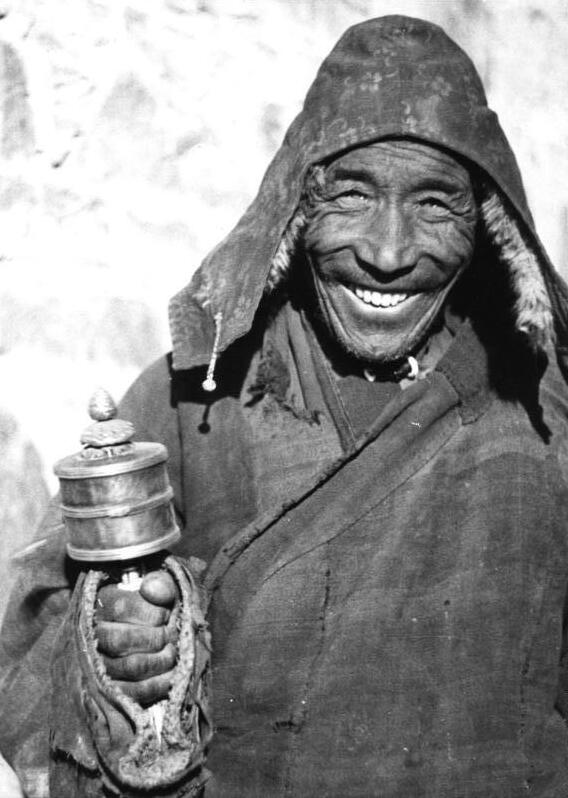
Monaco con ruota della preghiera. 1938
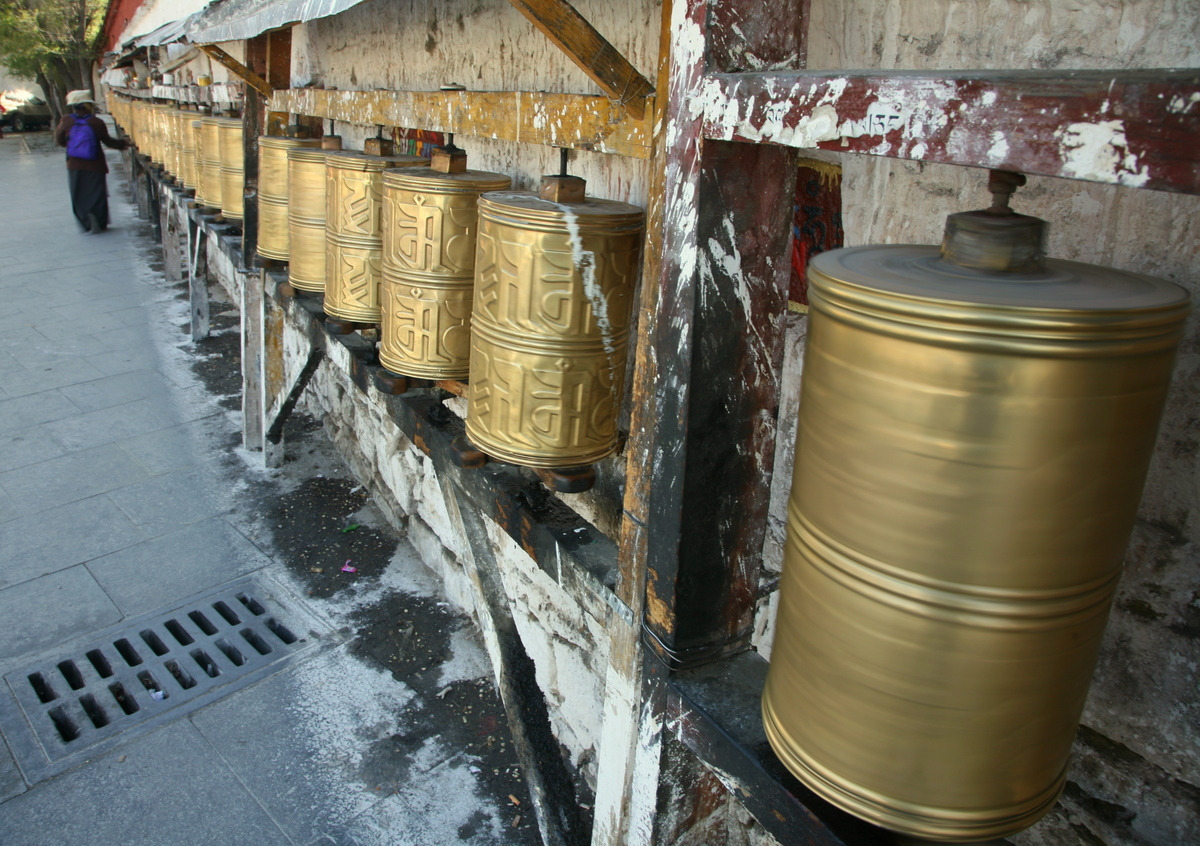
Ruote della preghiera alla base del Potala a Lhasa, Tibet.
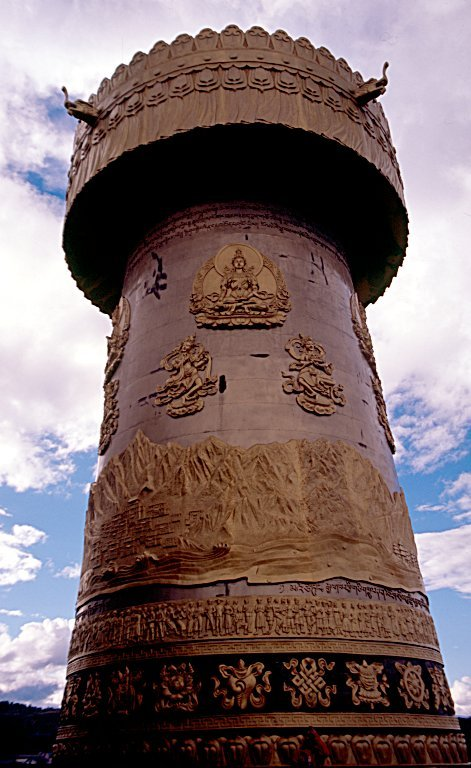
Ruota della preghiera al Tempio Dukezong, contea di Shangri-La, Yunnan.
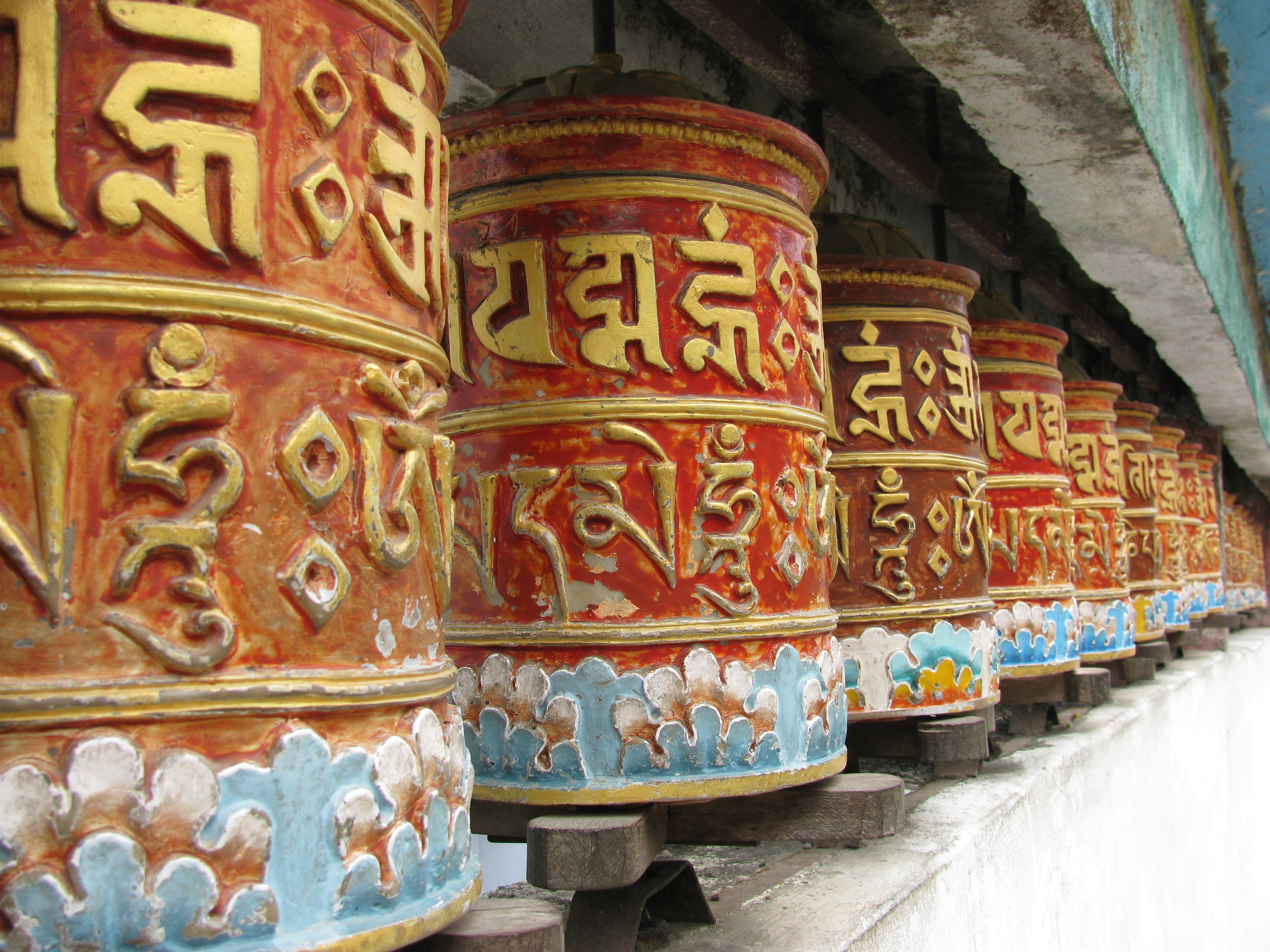
Ruote della preghiera al monastero Rumtek
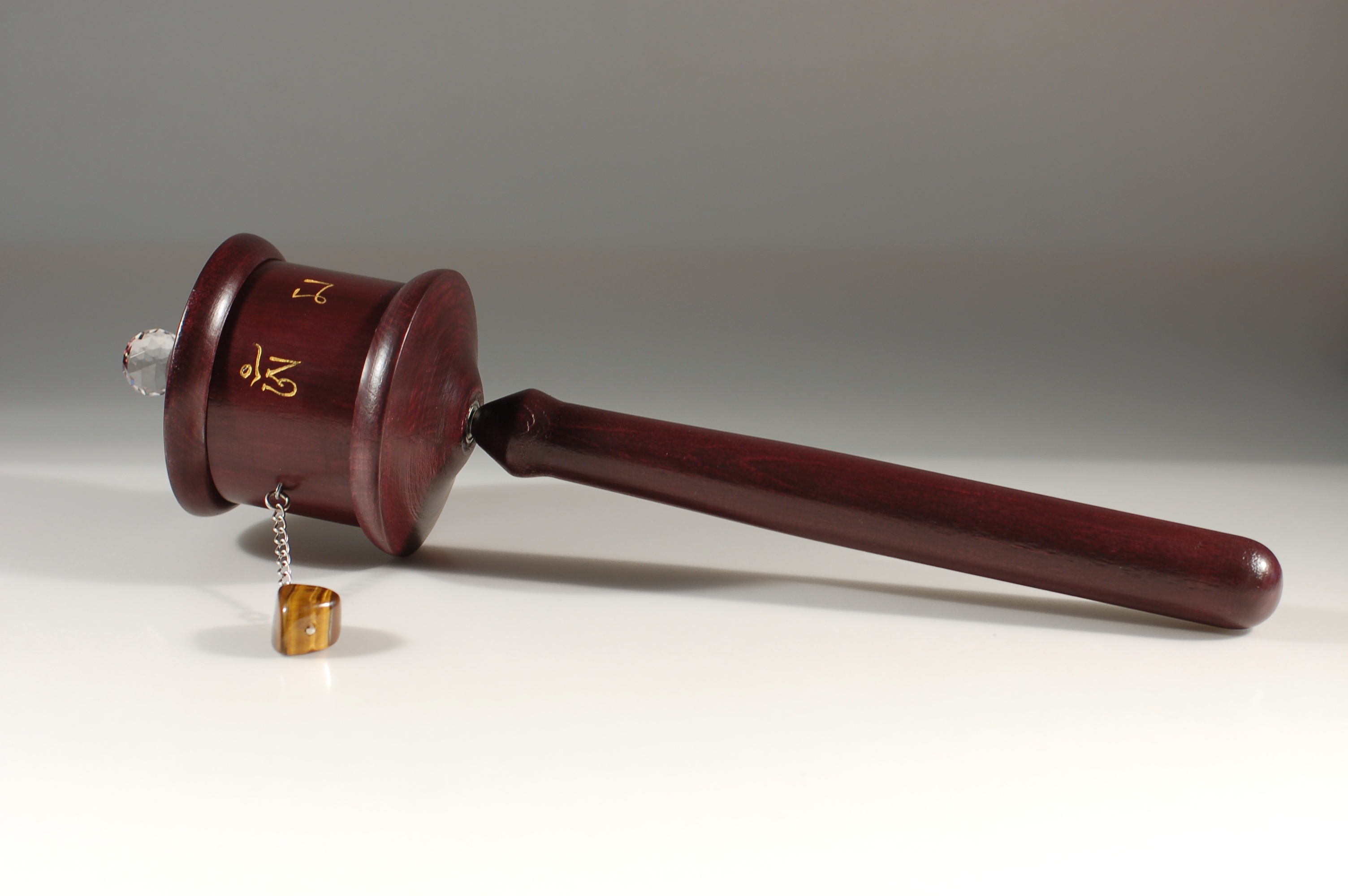
Ruota della preghiera in legno del Galgamani Art Project, agosto 2010.
Tre ruote della preghiera nello stemma di Sir Edmund Hillary
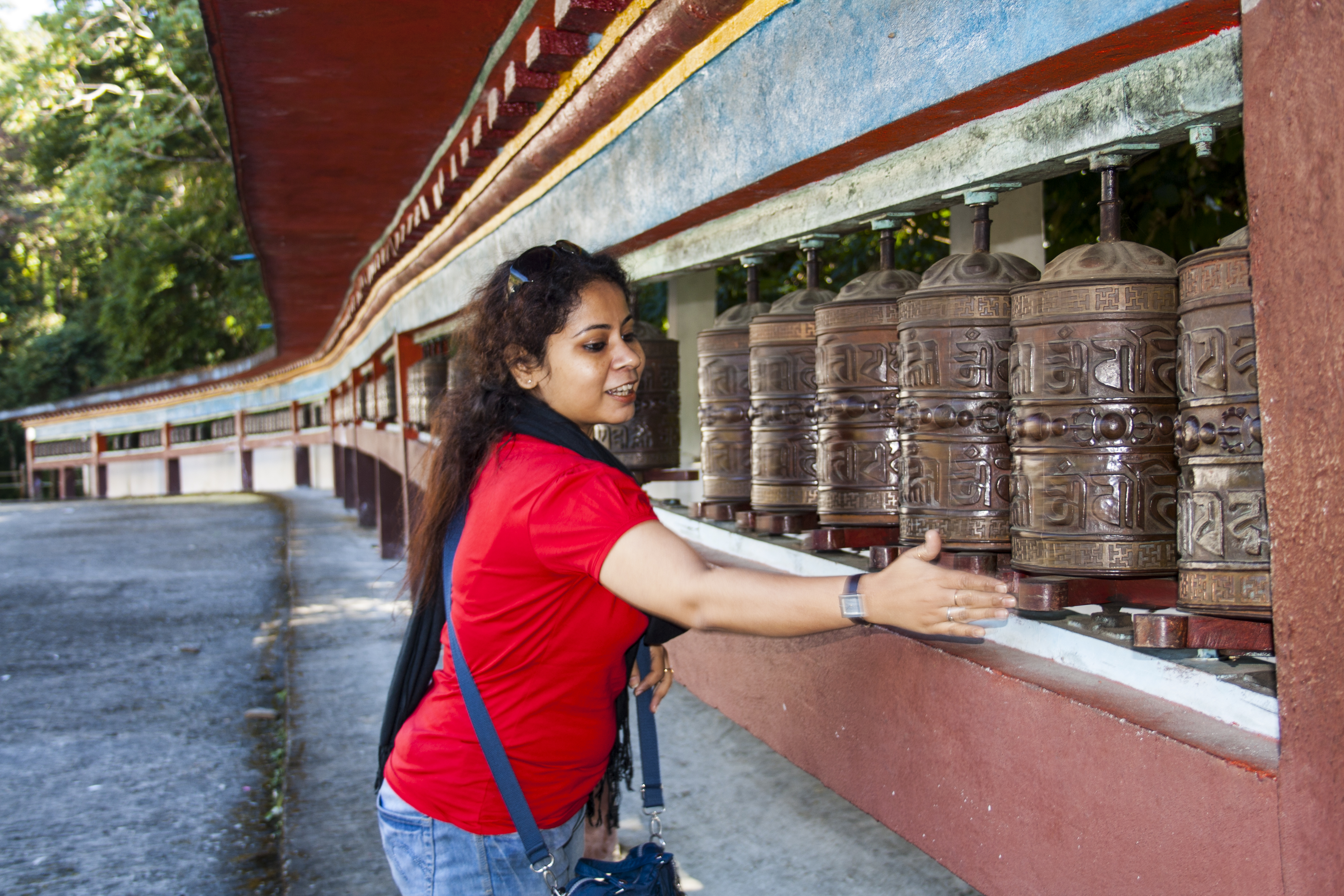
Monastero di Rumtek -Ruota della preghiera